# Saurita perspicua
Saurita perspicua là một loài bướm đêm thuộc phân họ Arctiinae. Loài này được William Schaus mô tả năm 1905. Loài này có ở Trinidad.